# Karl Koch
Karl Werner Lothar Koch (Hannover, 22 luglio 1965 – Ohof, 23 maggio 1989) è stato un hacker tedesco degli anni ottanta.

## Biografia
Si faceva chiamare hagbard, nome preso in prestito da Hagbard Celine, il protagonista della trilogia degli Illuminati. È famoso per essere stato al centro di un caso di spionaggio informatico durante la guerra fredda, sul finire degli anni ottanta. Lui ed altri ragazzi poco più che ventenni, tra cui Freke Over, si introdussero nelle reti informatiche dell'Europa occidentale e degli USA, lavorando per il KGB.
È morto in circostanze misteriose, bruciato vivo, ufficialmente per suicidio. In Germania è stato girato un film sulla sua vita, dal titolo 23, nel 1998.
| Controllo di autorità | VIAF (EN) 50070874 · GND (DE) 120996499 |